# سالم الشبزي

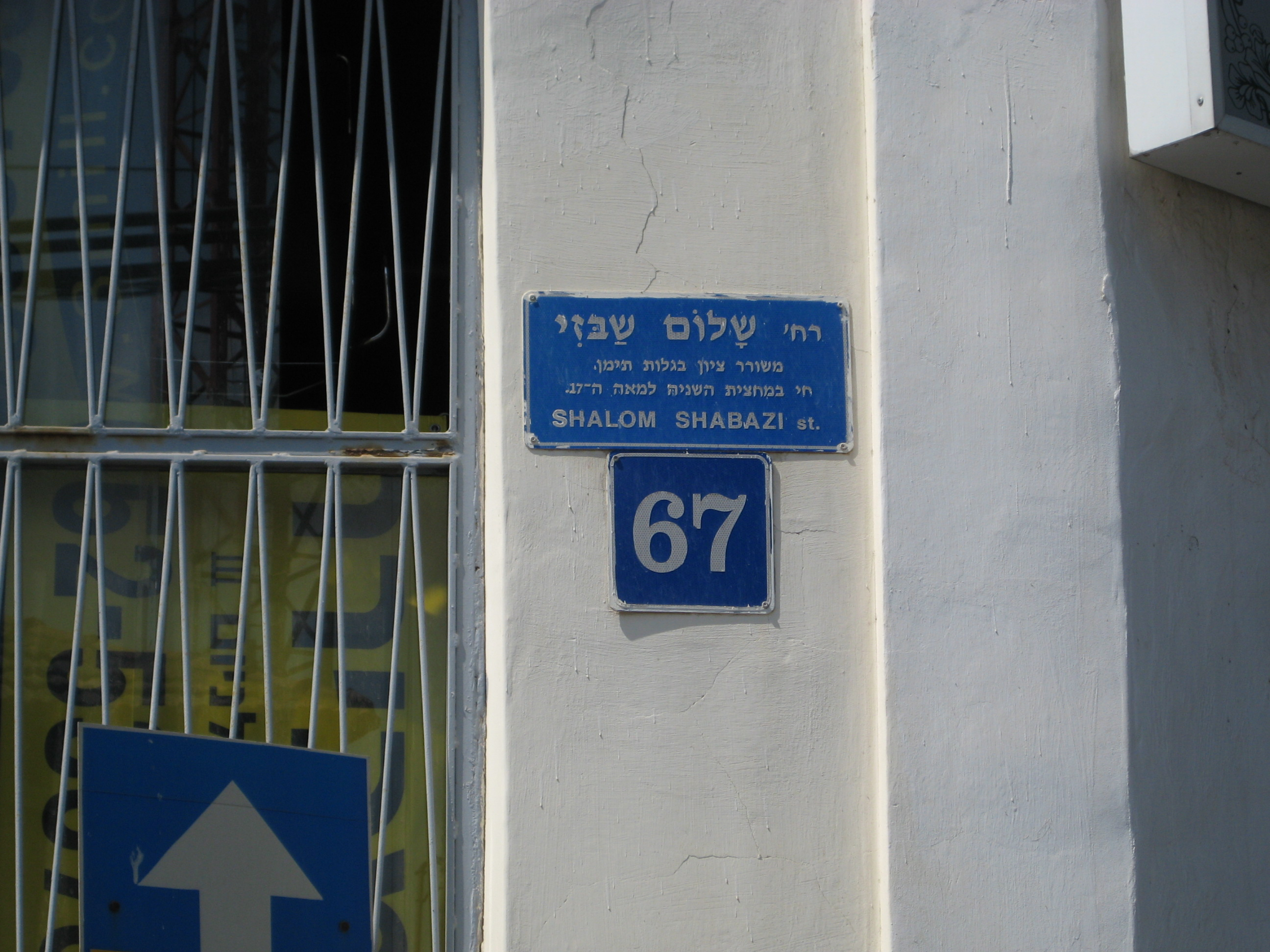
شارع شالوم شبازي في القدس - تل أبيب

 سالم بن يوسف الشبزي (بالعبرية: שלום שבזי شالوم شبّازي) (1619 - 1720)، حاخام حبر، وشاعر، ومؤرخ وخياط ولد في قرية نجد الوليد في شرعب السلام بالقرب من مدينة تعز في اليمن وقضى معظم حياته في تعز ومات فيها. يُعد من أشهر حاخامات يهود اليمن وقصائده لا زالت تغنى في اليمن وإسرائيل. وغناها مطربون مثل عفراء هزاع وشوشانة ذماري وصهيون جولان.
عرف الشبيزي كواحد من أبرز رجال الدين اليهود في اليمن ويعد واحداً من مؤسسي مدرسة الشعر الحميني.
عمل خياطاً وكتب الشعر باللغتين العربية والعبرية -وإن كان حظ الأولى أوفر من تاليتها، ووضع كتاب الديوان الذي احتوى على 550 قصيدة فصل فيها عادات وتقاليد وأعراف وسلوكيات المجتمع اليمني له كتابات في التوراة. نشر الديوان الفريد لأول مرة في عام 1977 من قبل معهد بنزفي الإسرائيلي. غنى قصائه العديد من الفنانين الإسرائيلين منها قصيدة اسألك للفنانة الإسرائيلية عفراء هزاع وقصيدة أخرى غنتها فرقة أرض الأيتام الإسرائيلية. يوجد شارع صغير في القدس يحمل اسمه. وتحاول جمعيات إسرائيلية نقل رفاته من اليمن إلى إسرائيل.

## روابط خارجية
- سالم الشبزي على موقع ميوزك برينز (الإنجليزية)
- سالم الشبزي على موقع ديسكوغز (الإنجليزية)